# Ana Ipătescu
Ana Ipătescu (Bucarest, 1805 – Bucarest, 13 marzo 1875) è stata una rivoluzionaria rumena della Primavera dei popoli in Valacchia, soprannominata "Giovanna d'Arco della Romania".

## Biografia

### Famiglia di origine
Ci sono pochi documenti che testimonino la vita di Ana Ipatescu. Le poche informazioni appaiono soprattutto nelle memorie di Ion Heliade Rădulescu e Ion Ghica e in alcune note di Grigore Zossima, Alexandru Christofi, Alexandru Pelimon o Constantin D. Aricescu. Ana Ipatescu nacque nel 1805 a Bucarest, nella mahalaua Olarilor. Come evidenziato dall'atto matrimoniale del 1832, era figlia del mercante Athanasie Ghiulerasa che gestiva un bar, era dregator domnesc (dignitario incaricato alla corte del principe con poteri nell'amministrazione, esercito, giustizia, chiesa) e comandava una subunità leggera di cavalleria. La madre Catinca aveva due figli da un precedente matrimonio. Dopo la separazione dei genitori, suo padre sposò una borghese, Safta, che negò ad Anna la possibilità di andare a scuola. Nonostante le difficoltà e a differenza della sorella minore Margioala, Ana riuscì a concludere gli studi presso la scuola normale di Bucarest.

### Vita matrimoniale
Ana lasciò la casa paterna nel 1827, sposando un anno dopo Ivancea Dimitriu, chiamato "Ulieru". Il matrimonio finì nel 1831, a causa delle "quotidiane angherie" di suo marito, che fece di tutto per tenersi la dote di Ana. La morte del padre nello stesso anno, portò altri problemi: uno degli ex dipendenti del negozio fece causa cercando di impossessarsi della ricchezza del defunto. Seguirono due lunghe cause giudiziarie che minacciarono la stabilità economica di Ana.
Un anno dopo, il secondo matrimonio. Ana sposò un impiegato, Nicolae Ipatescu. Grazie a suo marito, funzionario del Dipartimento dei Vistari, partecipò alle riunioni della Società segreta della Confraternita, dove incontrò alcuni dei leader che sarebbero entrati nel governo rivoluzionario dopo lo scoppio della rivoluzione il 9 giugno 1848.

## Rivoluzione del 1848
A giugno 1848, la società segreta "Frația" (che aveva tra i suoi membri Nicolae Balcescu, Ion Heliade Rădulescu, Constantin Alexandru Rosetti, gli ex primi ministri della Romania, i fratelli Ștefan Golescu e Nicolae Golescu, Ion C. Brătianu) incominciò la rivoluzione in Valacchia, leggendo un proclama per la libertà e la giustizia nella piana di Islaz, fuori Bucarest. Presto i rivoluzionari presero il potere e formarono il governo provvisorio. Con tutto il sostegno popolare, i rivoluzionari non erano d'accordo sul programma di governo. Le loro esitazioni e incomprensioni portarono all'organizzazione di una contro-rivoluzione da parte dei grandi boiardi, con il supporto dell'esercito. Del governo faceva parte anche Nicolae Golescu, e per molto tempo si pensò a una presunta storia d'amore tra lui e Ana, speculazione che venne smontata dallo storico Corneliu Şenchea. Ana partecipò direttamente, guidando la folla per liberare il governo rivoluzionario, arrestato il 19 giugno 1848.
Morì nel 1875, all'età di 70 anni. Anche se il suo desiderio era quello di essere sepolta nel monastero di Pasărea, ancora oggi la sua tomba non può essere identificata.

## Cultura di massa
Per il centenario della Primavera dei popoli, nel 1948 il pittore Alexandru Ciucurencu ha realizzato un olio delle dimensioni di 280 x 180 cm che rappresenta Ana Ipătescu alla guida dei rivoluzionari su Podul Mogoşoaiei impugnando due pistole, opera custodita presso il Museo nazionale d'arte della Romania.
Il 2 giugno 1975, per il centenario della sua morte, ad Ana Ipatescu è stato dedicato un francobollo realizzato con la tecnica della fotoincisione del valore di 55 bani.